# Antwerp 10 Miles
De Antwerp 10 Miles (sinds 2023: Baloise Antwerp 10 Miles) is een stratenloop in de Belgische stad Antwerpen. De wedstrijd wordt jaarlijks georganiseerd sinds 1986.
Tijdens het evenement worden verschillende wedstrijden georganiseerd, waaronder de 10 mijl en wedstrijden over 5 of 6 kilometer. Vertrek en aankomst zijn in de Gloriantlaan op de Linkeroever. Het parcours van de 10 Miles gaat van Linkeroever naar het stadscentrum op de rechteroever en terug. Het loopt door de Kennedytunnel, de Bolivartunnel en de Waaslandtunnel, drie tunnels die anders alleen voor autoverkeer zijn opengesteld, waarvan twee onder de Schelde.  
Waar de eerste edities nog maar enkele honderden deelnemers hadden, halen recente edities jaarlijks meer enkele tienduizenden deelnemers. Als men in 2014 alle wedstrijden met de 10 miles optelt, zoals de marathon en de short run, werd de kaap van 40.000 inschrijvingen zelfs overschreden. 
Sinds 2021 vindt de Antwerp marathon op een andere datum plaats. De short run van 6 km en kids run van 1,5 km worden wel nog eerder op dezelfde dag gelopen. In 2023 en 2024 waren de edities volledig volzet met 31.000 inschrijvingen alleen al voor de hoofdwedstrijd. 2024 was een recordeditie met in totaal 40.000 lopers. Er wordt bekeken of vanaf 2025 het aantal deelnemers uitgebreid zou kunnen worden. De Antwerp 10 Miles is het grootste recreatieve loopevenement van België.
In 2024 werd het parcours licht gewijzigd, mede door de Oosterweelwerken.  De aankomst lag dichter na de Waaslandtunnel op de August Vermeylenlaan.
De Antwerp 10 Miles stond tot en met 2012 op de kalender van het regelmatigheidscriterium Run Classics Vlaanderen. Ook de Marathon van Antwerpen werd lange tijd op dezelfde dag als de 10 Miles gelopen.

## Edities
| Editie                        | Datum             | Aantal deelnemers | Winnaar                  | Winnares                  |
| ----------------------------- | ----------------- | ----------------- | ------------------------ | ------------------------- |
| 1                             | 14 september 1986 | 800               | Dirk Vanderherten        |                           |
| 2                             | 14 juni 1987      |                   | Gianni De Madonna        |                           |
| 3                             | 22 mei 1988       |                   | Peter Koech              | Véronique Collard         |
| 4                             | 1 oktober 1989    |                   | Vincent Rousseau         |                           |
| 5                             | 7 oktober 1990    |                   | Wilson Omwoyo            |                           |
| 6                             | 6 oktober 1991    |                   |                          |                           |
| 7                             | 27 september 1992 |                   |                          |                           |
| 8                             | 26 september 1993 |                   | Wilson Omwoyo            |                           |
| 9                             | 25 september 1994 |                   |                          |                           |
| 10                            | 24 september 1995 |                   |                          |                           |
| 11                            | 22 september 1996 |                   |                          |                           |
| 12                            | 21 september 1997 |                   | Jackson Onweri           | Katja Merlin              |
| 13                            | 20 september 1998 |                   | Eliud Lagatt             |                           |
| 14                            | 19 september 1999 |                   | Guy Fays                 | Marleen Renders           |
| 15                            | 23 april 2000     |                   | Benjamin Itok            | Marleen Renders           |
| 16                            | 29 april 2001     |                   | Guy Fays                 | Lyudmila Afonjushkina     |
| 17                            | 28 april 2002     |                   | Guy Fays                 | Sandra Van Den Haesevelde |
| 18                            | 27 april 2003     |                   | Christian Nemeth         | Ingeborg Huyssen          |
| 19                            | 25 april 2004     | 4 781             | Vital Gahungu            | Lyudmila Afonjushkina     |
| 20                            | 24 april 2005     |                   | Rik Ceulemans            | Alemitu Bekele            |
| 21                            | 23 april 2006     | 9 700             | Driss ben Said           | Alemitu Bekele            |
| 22                            | 22 april 2007     | 8 707             | Vital Gahungu            | Anja Buysse               |
| 23                            | 20 april 2008     |                   | Hans Janssens            | Xenia Luxem               |
| 24                            | 26 april 2009     |                   | Koen Wilssens            | Xenia Luxem               |
| 25                            | 25 april 2010     | 14 816            | Stefan Van Den Broek     | Nathalie Lambrechts       |
| 26                            | 17 april 2011     | 14 547            | Alexander Diaz Rodriguez | Sigrid Vanden Bempt       |
| 27                            | 22 april 2012     | 18 207            | Nick Van Peborgh         | Anjolie Engels            |
| 28                            | 21 april 2013     | 22 085            | Nick Van Peborgh         | Veerle Van linden         |
| 29                            | 27 april 2014     | 29 608            | Nick Van Peborgh         | Veerle Van linden         |
| 30                            | 26 april 2015     | 28 900            | Nick Van Peborgh         | Veerle Van linden         |
| 31                            | 17 april 2016     |                   | Nick Van Peborgh         | Veerle Van linden         |
| 32                            | 23 april 2017     |                   | Yassine Rachik           | Nina Lauwaert             |
| 33                            | 22 april 2018     | 28 000            | Mohamed Agourram         | Melissa Dock              |
| 34                            | 28 april 2019     | 27 700            | Nick Van Peborgh         | Lore Tack                 |
| Geen editie door coronacrisis |                   |                   |                          |                           |
| 35                            | 10 oktober 2021   | 26 000            | Michael Somers           | Nina Lauwaert             |
| 36                            | 24 april 2022     | 30 500            | Michael Somers           | Nina Lauwaert             |
| 37                            | 23 april 2023     | 31 000            | Michael Somers           | Hanna Vandenbussche       |
| 38                            | 21 april 2024     | 40.000            | Alex Kibet               | Imana Truyers             |
| 39                            | 27 april 2025     | 40.000            | Hayden Wilde             | Jana Van Lent             |